# Chasson Randle
Chasson Randle (Rock Island, 5 febbraio 1993) è un cestista statunitense.

## Carriera

### Europa
Dopo aver giocato per quattro anni (2011-2015) per l'Università di Stanford, Randle decise di candidarsi per il Draft NBA 2015. Tuttavia non venne selezionato da nessuna franchigia NBA, rimanendo così undrafted. Si aggregò al roster dei Golden State Warriors per la Summer League 2015. Tuttavia alla fine della manifestazione non venne confermato dagli Warriors.
Il 23 luglio 2015 viene ufficializzato il suo arrivo al ČEZ Nymburk, squadra della Repubblica Ceca. Rimase al Nymburk per un anno, in cui contribuì alla vittoria del Campionato della sua squadra.

### NBA D-League

#### La pre-season con I New York Knicks
Nel luglio 2016 disputò la Summer League con i New York Knicks. Il 5 agosto 2016 firmò con gli stessi Knicks. Tuttavia il 21 ottobre dello stesso anno, dopo aver disputato 3 partite di pre-season con i Knicks, venne tagliato dalla franchigia di New York.

#### Westchester Knicks
Il 1º novembre 2016 Randle venne acquistato dai Westchester Knicks, club della D-League affiliato ai New York Knicks. Rimane nelle file dei Westchester Knicks per 2 mesi, in cui disputò 19 partite in cui mise a segno 393 punti. In quelle partite tenne di media 20,7 punti, 3,4 assist e 3,6 rimbalzi in 32 minuti a partita, tenendo di media il 42,2% dal campo e il 40,2% da tre punti.

### NBA

#### Philadelphia 76ers
L'11 gennaio 2017 firmò un contratto di 10 giorni con i Philadelphia 76ers, squadra bisognosa di un playmaker a causa delle contemporanee assenze di Jerryd Bayless e Sergio Rodriguez in quel ruolo. Debuttò 4 giorni dopo nella sconfitta per 109-93 contro gli Washington Wizards. Il 16 gennaio 2017, nella sua seconda gara con i 76ers (ovvero quella vinta dai Sixers per 113-104 contro i Milwaukee Bucks) segnò 10 punti. Il 21 gennaio 2017 firmò un secondo contratto di 10 giorni con i la franchigia della Pennsylvania. Al termine del secondo contratto Randle firmò un contratto fino al 2019 con i 76ers, anche se gli ultimi 2 anni non sono garantiti. Il 23 febbraio 2017 durante la trade dead-line venne tagliato dalla franchigia della Pennsylvania.

#### Ritorno ai New York Knicks
Il 27 febbraio 2017 firmò con i New York Knicks, tornando così nella franchigia che lo tagliò pochi mesi prima, per rimpiazzare Brandon Jennings, tagliato dai Knicks il giorno stesso. Rimase ai Knicks fino al termine della stagione in cui tenne di media 5,3 punti (gli stessi tenuti nelle 8 partite con i 76ers) in 18 partite senza mai partire titolare.
Il 26 settembre 2017, il giorno dopo la trade che vide coinvolto Carmelo Anthony che andò agli Oklahoma City Thunder in cambio di Doug McDermott ed Enes Kanter, i Knicks tagliarono Randle per bilanciare il roster a 15 giocatori.

### Ritorno in Europa
L'8 ottobre 2017 tornò a giocare in Europa firmando un contratto annuale con il Real Madrid. Nonostante non avesse tenuto un'alta media punti (2,6 a partita), rimase con i madrileni fino a fine stagione, conquistando sia l'Eurolega che il campionato spagnolo.

### Ritorno in NBA e parentesi in Cina

#### Capital City Go-Go e Washington Wizards
Rimasto svincolato dal Real il 21 settembre 2018 tornò negli States firmando un contratto non garantito con gli Washington Wizards, che lo tagliarono il 15 ottobre pochi giorni prima dell'inizio della stagione regolare. Di conseguenza si unisce ai Capital City Go-Go in G-League. Il 1º novembre tornò a giocare con gli Wizards, che tuttavia lo tagliarono nuovamente il 13 novembre successivo annunciandone il taglio via Twitter senza che lui avesse giocato una partita. Tre giorni dopo tornò a giocare nei Capital City Go-Go, per poi essere richiamato dai Wizards il 18 dicembre.

#### Tianjin Ronggang e Golden State Warriors
Il 14 agosto 2019 si accasa ai cinesi di Tianjin Ronggang.
Il 3 marzo 2020 firma per i Golden State Warriors.

## Statistiche

### NBA

#### Stagione regolare
| Anno     | Squadra            | PG | PT | MP   | TC%  | 3P%  | TL%  | RP  | AP  | PRP | SP  | PP  |
| -------- | ------------------ | -- | -- | ---- | ---- | ---- | ---- | --- | --- | --- | --- | --- |
| 2016-17  | Philadelphia 76ers | 8  | 0  | 9,3  | 46,2 | 40,0 | 100  | 0,6 | 0,8 | 0,4 | 0,1 | 5,3 |
| 2016-17  | N.Y. Knicks        | 18 | 0  | 12,5 | 38,9 | 31,3 | 93,5 | 1,6 | 1,6 | 0,3 | 0,1 | 5,3 |
| 2018-19  | Wash. Wizards      | 49 | 2  | 15,2 | 41,9 | 40,0 | 69,4 | 1,1 | 2,0 | 0,5 | 0,1 | 5,5 |
| 2019-20  | G.S. Warriors      | 3  | 0  | 13,3 | 0,0  | 0,0  | 83,3 | 0,7 | 1,7 | 0,7 | 0,0 | 1,7 |
| Carriera | Carriera           | 78 | 2  | 13,9 | 41,1 | 37,8 | 80,2 | 1,2 | 1,7 | 0,5 | 0,1 | 5,3 |

## Palmarès

### Squadra
- Campione NIT (2012, 2015)
- Campionato ceco: 1

ČEZ Nymburk: 2015-16
- Campionato spagnolo: 1

Real Madrid: 2017-18
- Eurolega: 1

Real Madrid: 2017-18
- Campione NBA D-League (2021)

### Individuale
- MVP National Invitation Tournament (2015)